# Unidos da Villa Rica
Grêmio Recreativo Escola de Samba Unidos da Villa Rica (ou simplesmente Unidos da Villa Rica) é uma escola de samba da cidade do Rio de Janeiro, sediada na Ladeira dos Tabajaras, no bairro de Copacabana, na Zona Sul da cidade. 
Foi fundada em 20 de março de 1966 como bloco de enredo. Possui três títulos de campeã e cinco vice-campeonatos conquistados em grupos de acesso. Em 1995 fez sua única passagem pelo Grupo Especial. Seu padroeiro é São Jorge.

## História
No início, os componentes não tinham compromissos oficiais, apenas brincavam o carnaval descendo a Ladeira dos Tabajaras, batucando em latas, panelas e outros utensílios, para animar o carnaval pelas ruas de Copacabana.
Em 1966, esses foliões decidiram criar o Bloco Carnavalesco Unidos da Villa Rica, tendo como símbolo a coroa imperial e como cores o amarelo ouro e o azul pavão.
Seus fundadores/primeiros colaboradores foram: Dona Neném, Jorge Marreco (compositor), Henrique Bacalhau (compositor), Dona Nadir, José Luiz Pires (Luiz Chimbirra, compositor e presidente), Dalva da Silva Pires (Laura), Seu Ernesto (diretor e presidente), Nelson Santiago de Araujo (diretor, presidente e carnavalesco), Marília Cêa de Araujo (chefe da Ala das Paradas, diretora), Ciléa Souza da Silva (secretária), Antônio Carlos Marinho (Carlinho Russo), Cirene,  Jufhá, Nelson Marcolino (Nelsinho, diretor de bateria), Nei, Paulo Fidel, Bira do Barro, Dona Neuza (porta estandarte), Glorinha (porta bandeira), Marquinhos Tesoura (mestre sala), Irineu, Teresa, Rubens Balbino (Rubão), Honorina, Negozinho (diretor), Carlinho Preto (da Zuleika, diretor), Wilson Werneck, Hélio Pé Grande (primeiro presidente), Luizinho Preto (diretor), Wilson da Silva (Tapioca, compositor), Cacau (compositor), Luizinho de Andrade (compositor), José Leandro (Zezinho, destaque), Soninha (madrinha de bateria), Wanda (rainha do carnaval), Djanira (passista), Segunda-Feira, Queixinho, Demar pouca roupa(mestre sala), Ovídio, Domingo Carrula, Ademar Gordo, Adolfo e Marimbondo(diretor de bateria), Pauzinho, Hélio Aruanda (Vice-presidente).
A passagem da agremiação para Escola de Samba só veio, porém, no ano de 1990. Em apenas 5 anos de existência já estava entre as grandes escolas do carnaval carioca, desfilando no Grupo Especial em 1995.
Seu primeiro campeonato se deu logo na estreia como escola de samba, em 1990, pelo Grupo de Acesso. Depois, venceu o Grupo 2 em 1993 e o Grupo 1 em 1994, com o enredo sobre Copacabana, que lhe valeu uma vaga no Grupo Especial.
Sua passagem pelo Grupo Especial foi meteórica. Caindo para o Grupo 1, a escola não se apresentou para desfilar no segundo grupo em 1996, obtendo novo rebaixamento.
Na atual década, entretanto, a Villa Rica vem amargando péssimas colocações, o que resultou na sua ida, em 2008, para o Grupo de acesso E (atual Grupo Rio de Janeiro 4) o último grupo de acesso das escolas de samba.
Em 2009, a escola de Copacabana escolheu como enredo Villa Rica de janeiro a janeiro festeja o calendário brasileiro, idealizado pelos carnavalescos Raphael Torres e Alexandre Rangel. A agremiação conseguiu o vice-campeonato do antigo Grupo de acesso E com 159,8 pontos, sendo portanto promovida para o antigo Grupo de acesso D em 2010. Idêntico resultado, um vice campeonato no Grupo D em 2010, a fez desfilar no Grupo C em 2011, obetendo a 9º colocação. Em 2012, a agremiação foi Vice-Campeã.

## Segmentos

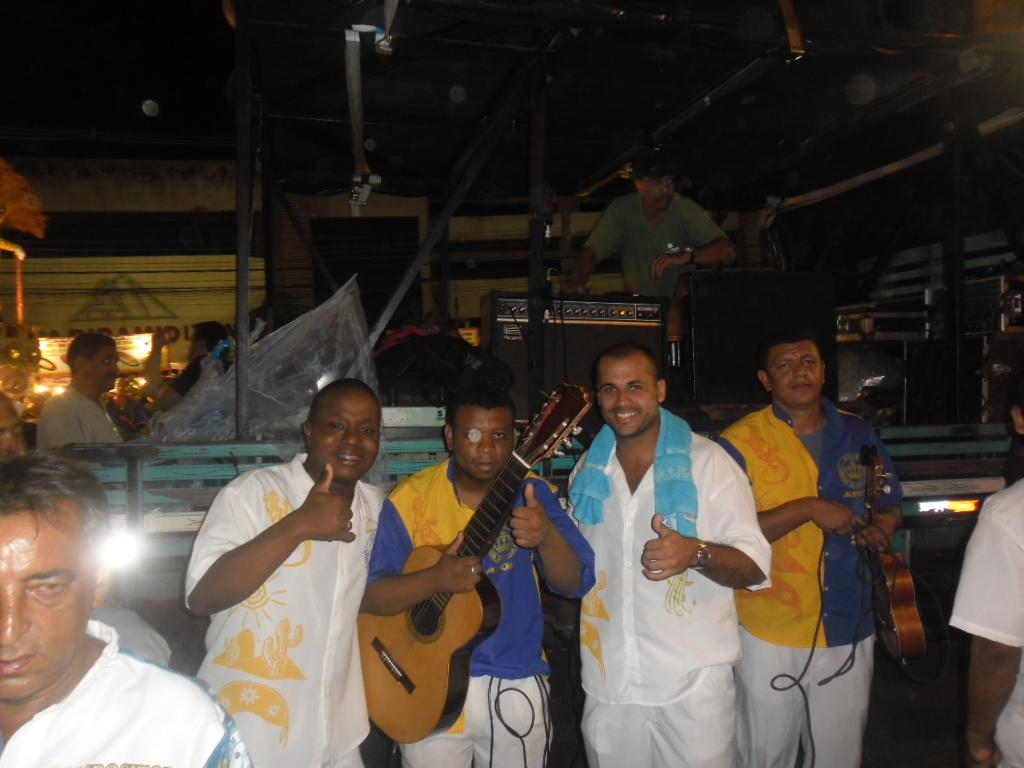
Os intérpretes da escola no desfile de 2012.

### Presidência

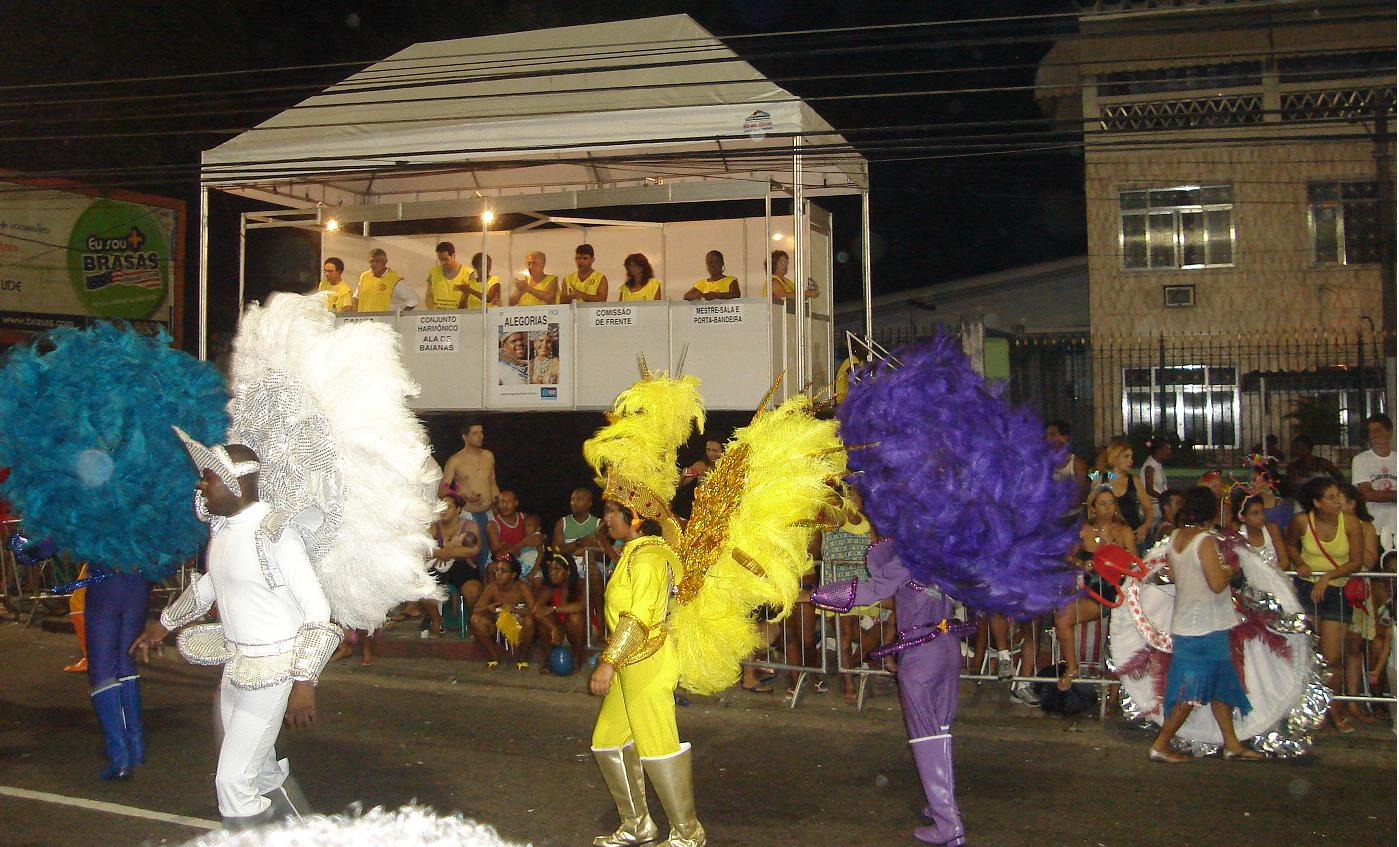
A comissão de frente da escola no desfile de 2010.

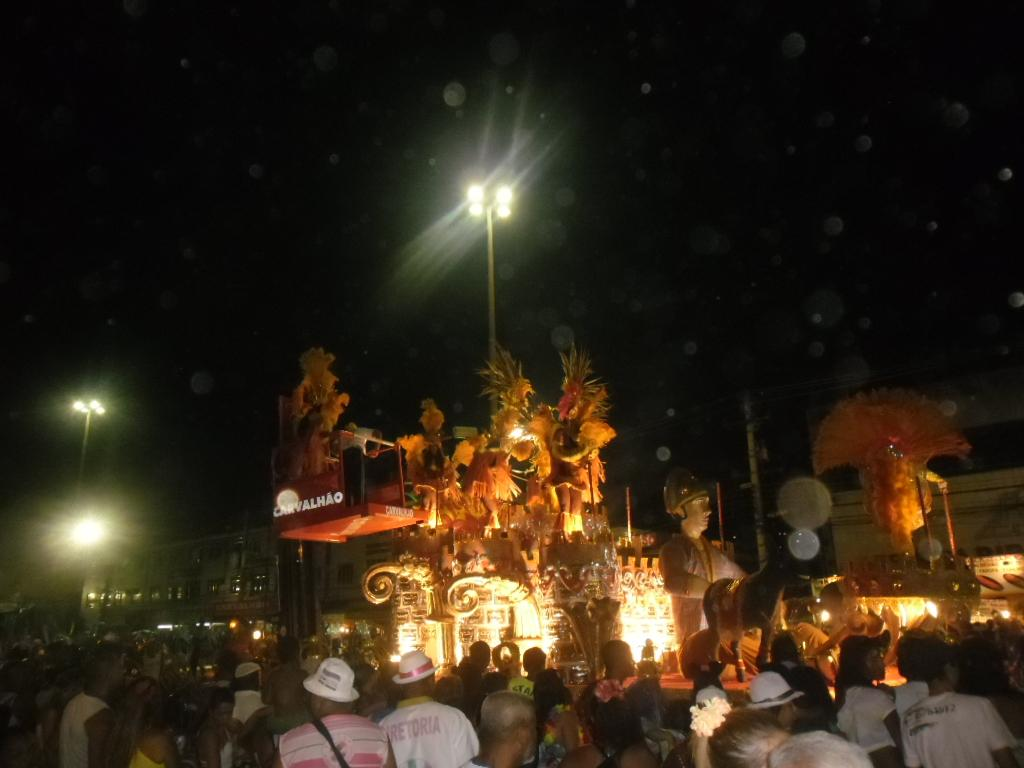
Alegoria da escola no desfile de 2012.

| Presidente                        | Mandato     | Referência        |
| --------------------------------- | ----------- | ----------------- |
| Luiz Roberto dos Santos (Mirabel) | 2000 a 2003 |                   |
| Jairo Valério de Medeiros         | 2012        | [ 4 ]             |
| Eduardo Cortes "Dú"               | 2014 a 2023 | [ 5 ] [ 6 ] [ 3 ] |
| Luis Peixeiro                     | 2024        |                   |
| Marcos Vinicius (Marquinhos)      | 2025        |                   |

### Intérpretes
| Nome                                                        | Período      | Ref                  |
| ----------------------------------------------------------- | ------------ | -------------------- |
| Carlinhos Melodia                                           | 1991 - 1992  | [ 7 ] [ 8 ]          |
| Moisés da Tradição                                          | 1993         | [ 9 ]                |
| Sereno                                                      | 1994         | [ 10 ]               |
| Sereno e David do Pandeiro                                  | 1995         | [ 11 ] [ 12 ] [ 13 ] |
| Nêgo Wando                                                  | 1996 - 1998  | [ 14 ]               |
| Nêgo                                                        | 1999         | [ 15 ]               |
| Edmilson Villas                                             | 2000         | [ 16 ]               |
| Luizito                                                     | 2001         | [ 17 ]               |
| Nêgo Martins                                                | 2002 - 2003  | [ 18 ] [ 19 ]        |
| Maurício Poeta                                              | 2004 - 2010  | [ 19 ] [ 20 ]        |
| Diogo do 48, Douglas do Banjo, Júlio Cesar e Gabriel Borges | 2011         | [ 21 ]               |
| Diogo Ribeiro                                               | 2013-2015    | [ 22 ] [ 23 ]        |
| Maurício Poeta                                              | 2016         | [ 22 ] [ 23 ]        |
| Mário Sérgio Hugo                                           | 2017-2020    | [ 24 ] [ 3 ]         |
| Nêgo Martins                                                | 2022         |                      |
| Julia Castro                                                | 2023 - 2024  |                      |
| Julia Castro e Diogo Ribeiro                                | 2025 - atual |                      |

### Mestre-sala e Porta-bandeira
| Casal                              | Período | Referência   |
| ---------------------------------- | ------- | ------------ |
| Kadu Envolvente e Viviane Oliveira | 2014    | [ 25 ]       |
| Robson Cavendish e Thainá Mattheis | 2017    | [ 26 ] [ 3 ] |
| Kayo e Ana Carolina                | 2025    |              |

### Bateria
| Diretor de bateria                                 | Período     | Referência |
| -------------------------------------------------- | ----------- | ---------- |
| Juninho                                            | 2014        | [ 25 ]     |
| Marcos Preto                                       | 2015 - 2020 | [ 3 ]      |
| Janderson Oliveira, Thiago Henrique e Bruno Castro | 2021        |            |
| Janderson Oliveira (Jandão)                        | 2025        |            |

| Rainha de bateria | Período     | Ref   |
| ----------------- | ----------- | ----- |
| Carla Campos      | 2008-2010   |       |
| Jéssica Anny      | 2011-2016   |       |
| Júlia Penha       | 2014 - 2015 |       |
| Juliana Moraes    | 2015-2018   |       |
| Jade Ferreira     | 2019        | [ 3 ] |

### Direção
| Diretores de carnaval | Período     | Referência |
| --------------------- | ----------- | ---------- |
| Valdinês Oliveira     | 2014        | [ 25 ]     |
| Bruno Vasquez         | 2018        | [ 3 ]      |
| Mário Xavier          | 2021 - 2024 |            |
| Jeferson Baquer       | 2025        |            |

| Diretores de harmonia | Período     | Referência   |
| --------------------- | ----------- | ------------ |
| Renato Santos         | 2018 - 2020 | [ 25 ] [ 3 ] |
| Marquinho             | 2021        |              |

## Carnavais
| Unidos da Villa Rica                                                                                                  | Unidos da Villa Rica                                                                                                  | Unidos da Villa Rica                                                                                                  | Unidos da Villa Rica | Unidos da Villa Rica                                                                                                  | Unidos da Villa Rica |
| Ano | Colocação | Grupo | Enredo | Carnavalesco | Ref.                 |
| --- | --- | --- | --- | --- | -------------------- |
| 1991 | Campeã | Desfile de Avaliação                                                                                                  | "Três raças e a eterna coroação de momo" (Samboa-enredo composto por Antonio da Conceição ("Pelé"), Carlinhos Melodia e Cacau)                                                      | Antônio Sérgio | [ 7 ] [ 27 ]         |
| 1992 | Vice-campeã | Grupo C (quarta divisão)                                                                                              | "Do negro ao branco à raiz da cultura" | Antônio Sérgio | [ 8 ] [ 28 ]         |
| 1993 | Campeã | Grupo B (terceira divisão)                                                                                            | "Quem não arrisca não petisca, façam o jogo" (Samba-enredo composto por César Nascimento, Jorge Luiz e João da Silva)                                                               | Antônio Sérgio | [ 9 ] [ 29 ]         |
| 1994 | Campeã | Grupo A (segunda divisão)                                                                                             | "Copacabana, meu amor" (Samba-enredo composto por Carlinhos Melodia e Antônio da Conceição)                                                                                         | Antônio Sérgio e Maria José                                                                                           | [ 10 ] [ 30 ]        |
| 1995 | 18.º Lugar | Grupo Especial (primeira divisão)                                                                                     | "Deu pano pra manga" (Samba-enredo composto por Carlinhos Melodia, Antônio Conceição e Nêgo Wando)                                                                                  | Sylvio Cunha | [ 11 ]               |
| 1996 | Não desfilou (Rebaixada)                                                                                              | Grupo A (segunda divisão)                                                                                             | "A lavagem do Bonfim" (Samba-enredo composto por Gilmar L. Silva, Mauro Gaguinho e Vandro)                                                                                          | Tom Ângelo | [ 14 ]               |
| 1997 | 4.º Lugar | Grupo B (terceira divisão)                                                                                            | "Cores d’África" | Comissão de universitários                                                                                            | [ 31 ]               |
| 1998 | Vice-campeã | Grupo B (terceira divisão)                                                                                            | "Ferrogun" (Samba-enredo composto por Gilmar L.Silva, Vicente das Neves e Celsinho Silva")                                                                                          | Sérgio Murilo e Lucas Pinto                                                                                           | [ 32 ]               |
| 1999 | 11.º Lugar (Rebaixada)                                                                                                | Grupo A (segunda divisão)                                                                                             | "Sargentelli, lenda viva do ziriguidum" (Samba-enredo composto por Mauro Gaguinho, Manoelzinho Poeta, Lelo de Cordovil)                                                             | Sérgio Murilo | [ 15 ]               |
| 2000 | 3.º Lugar | Grupo B (terceira divisão)                                                                                            | "Coração de três raças" (Samba-enredo composto por Carlinhos Melodia, Antônio da Conceição, Marciano e Serginho Raiz)                                                               | Sérgio Murilo | [ 16 ]               |
| 2001 | 5.º Lugar | Grupo A (segunda divisão)                                                                                             | "Da Vila Olímpica à Villa Rica, Chiquinho da Mangueira, um exemplo de vida" (Samba-enredo composto por Waguinho do Cavaco, Alexandre Sena e Élson Pinheiro)                         | Paula Vannier | [ 17 ]               |
| 2002 | 11.º Lugar (Rebaixada)                                                                                                | Grupo A (segunda divisão)                                                                                             | "Sou Rio, Sou Grande, Sou Villa Rica do Norte" (Samba-enredo composto por Neguzinho, Marciano, J. Vieira e Zezé Fonseca)                                                            | Verônica Almeida | [ 18 ]               |
| 2003 | 10.º Lugar | Grupo B (terceira divisão)                                                                                            | "Do trigo da terra... Arte do pão" (Samba-enredo composto por Negozinho, J. Vieira e Robinho do Cavaco)                                                                             | Marco Antônio | [ 33 ]               |
| 2004 | 12.º Lugar (Rebaixada)                                                                                                | Grupo B (terceira divisão)                                                                                            | "Odoiá, a poderosa força das águas, o símbolo gerador da vida" (Samba-enredo composto por Pato Roco, Edinho, Luiz Pião, Xandão e Júnior)                                            | Luiz Cavalcanti | [ 19 ]               |
| 2005 | 8.º Lugar | Grupo C (quarta divisão)                                                                                              | "Em sua viagem ambiental, Villa Rica recicla o carnaval" (Samba-enredo composto por Oswaldo, Moises, Pedrinho Só e Tomé Boca Mole)                                                  | Tadeu Salgado | [ 34 ]               |
| 2006 | 8.º Lugar | Grupo C (quarta divisão)                                                                                              | "Malandragem, adeus: com exceção do Zé, o resto é mané" (Samba-enredo composto por Pato Rocco, Marinho Vaidade, Benson e Luiz Pião)                                                 | Severo Luzardo | [ 35 ]               |
| 2007 | 13.º Lugar (Rebaixada)                                                                                                | Grupo C (quarta divisão)                                                                                              | "Carukango" (Samba-enredo composto por Leonardo Trinta, Everton César, Ricardinho e Leo Torres)                                                                                     | Oswaldo Luiz ("Deco")                                                                                                 | [ 20 ]               |
| 2008 | 12.º Lugar (Rebaixada)                                                                                                | Grupo D (quinta divisão)                                                                                              | "Entre armas e flores, Vandré, o anjo da canção" (Samba-enredo composto por Nélio Marcolino, José Carlos e Cláudio Nunes)                                                           | Fábio Santos | [ 36 ]               |
| 2009 | Vice-campeã | Grupo RJ-4 (sexta divisão)                                                                                            | "Villa Rica de janeiro a janeiro festeja o calendário brasileiro" | Alexandre Rangel e Raphael Torres                                                                                     | [ 37 ]               |
| 2010 | Vice-campeã | Grupo RJ-3 (quinta divisão)                                                                                           | "As grandes conquistas da humanidade" (Samba-enredo composto por Pato Rocco, Fio, Rico, Expedito e Moura)                                                                           | Alexandre Rangel e Raphael Torres                                                                                     | [ 38 ]               |
| 2011 | 9.º Lugar | Grupo C (quarta divisão)                                                                                              | "Brasil sem fronteiras" (Samba-enredo composto por André Cabeça, Dudu Linhares, Marcelo Menezes e Ronaldo Lemos)                                                                    | Alexandre Rangel e Raphael Torres                                                                                     | [ 21 ]               |
| 2012 | Vice-campeã | Grupo C (quarta divisão)                                                                                              | "Do reino do sol ao bairro imperial - Feira de São Cristóvão: o Nordeste é aqui!" (Samba-enredo composto por Pato Roco, Dudu Cantão, Rico Bernardes, Rafael Mikaiá, Cacau e Edinho) | Raphael Homem e Regis Kammura                                                                                         | [ 22 ]               |
| 2013 | 9.º Lugar (Rebaixada)                                                                                                 | Grupo B (terceira divisão)                                                                                            | "Em busca da felicidade" (Samba-enredo composto por Cacau, Daniel Barbosa, Dudu Cantão, Rafael Mikaiá, Ricardo Bernardes e Victor Jayme)                                            | Régis Kammura | [ 39 ]               |
| 2014 | 6.º Lugar | Grupo C (quarta divisão)                                                                                              | "Folia para pular brasileira" (Samba-enredo composto por Douglas do Banjo e Careca Novo)                                                                                            | Régis Kammura | [ 23 ]               |
| 2015 | 11.º Lugar | Série C (quarta divisão)                                                                                              | "1,2,3 Sou criança outra vez" (Samba-enredo composto por Dudu do Cantão, Cacau, Caíque Alves, Thiago Silveira e Raphael Mikáia)                                                     | Régis Kammura | [ 24 ]               |
| 2016 | 8.º Lugar | Série D (quinta divisão)                                                                                              | "Bahia: Canto, encanto e magias!" (Samba-enredo composto por Léo Rangel, Dudu Cantão, Raphael Mikaiá, Caíque Alves, Igor Kottwitz, Thiago Silveira e Carlos Henrique Castro)        | Juniel Dias | [ 40 ]               |
| 2017 | 9.º Lugar | Série D (quinta divisão)                                                                                              | "Amazônia, o coração do Brasil" (Samba-enredo composto por Pato Rocco, Dudu Cantão, Igor Kottwitz, Cacau, Edinho e Diogo Ribeiro)                                                   | Juniel Dias |                      |
| 2018 | Campeã | Série D (quinta divisão)                                                                                              | "Rio de Janeiro - Pedaço do meu Brasil, Terra de Encantos Mil" | Juniel Dias | [ 41 ]               |
| 2019 | 5.° Lugar | Série C (quarta divisão)                                                                                              | "África Brasil: Sangue, Suor e Lágrimas - A Herança que nos Uniu" | Juniel Dias | [ 42 ]               |
| 2020 | 17º lugar | Especial da Intendente (terceira divisão)                                                                             | "Muito prazer, eu sou o samba" Compositores:Negozinho, Henrique Santos, Ismael Peçanha, Paulo Velho e Fio                                                                           | Juniel Dias | [ 43 ] [ 3 ]         |
| Inicialmente adiados para o mês de julho, os desfiles do Carnaval 2021 foram cancelados devido a pandemia de Covid-19 | Inicialmente adiados para o mês de julho, os desfiles do Carnaval 2021 foram cancelados devido a pandemia de Covid-19 | Inicialmente adiados para o mês de julho, os desfiles do Carnaval 2021 foram cancelados devido a pandemia de Covid-19 | Inicialmente adiados para o mês de julho, os desfiles do Carnaval 2021 foram cancelados devido a pandemia de Covid-19                                                               | Inicialmente adiados para o mês de julho, os desfiles do Carnaval 2021 foram cancelados devido a pandemia de Covid-19 | [ 44 ]               |
| 2022 | 13º Lugar | Série Prata (Sábado) (terceira divisão)                                                                               | Caboclo - Bradou na Mata. Hoje é dia de festa. Traz o Axé dos seus irmãos. Viva o Povo da Floresta                                                                                  | Juniel Dias | [ 45 ]               |
| 2023 | 3º Lugar | Série Bronze (Terça-feira) (quarta divisão)                                                                           | Ouro Negro Compositores: Dudu Cantão, Marcelo Adnet, Anderson Feife, Rico Bernardes, Edinho e Igor Kottwitz                                                                         | Juniel Dias | [ 46 ]               |
| 2024 | 7º Lugar | Série Bronze (Segunda-feira) (quarta divisão)                                                                         | Mulheres do Brasil Léozinho Nunes e Igor Kottwitz | João Torres | [ 47 ]               |
| 2025 | 4º Lugar | Série Bronze (Sexta Feira) (quarta divisão)                                                                           | Façam suas apostas, a sorte foi lançada | Comissão de Carnaval                                                                                                  |                      |

## Títulos
A escola possui três títulos de campeã conquistados em grupos de acesso. 
| Títulos do GRES Unidos da Villa Rica | Títulos do GRES Unidos da Villa Rica | Títulos do GRES Unidos da Villa Rica | Títulos do GRES Unidos da Villa Rica |
| ------------------------------------ | ------------------------------------ | ------------------------------------ | ------------------------------------ |
| Divisão                              | Divisão                              | Títulos                              | Carnavais                            |
|                                      | Grupo 2 (Segunda divisão)            | 1                                    | 1994                                 |
|                                      | Grupo 3 (Terceira divisão)           | 1                                    | 1993                                 |
|                                      | Grupo 5 (quinta divisão)             | 2                                    | 1991 e 2018                          |

## Premiações
Prêmios recebidos pelo GRES Unidos da Villa Rica.
| Ano  | Prêmio              | Categoria / premiados | Divisão      | Ref.          |
| ---- | ------------------- | --- | ------------ | ------------- |
| 2000 | S@mba-Net           | Samba-enredo ("Coração de três raças" - Compositores: Carlinhos Melodia, Antonio da Conceição, Marciano e Sérgio Raiz)       | Grupo B      | [ 48 ]        |
| 2000 | S@mba-Net           | Intérprete (Edmilson Villas)                                                                                                 | Grupo B      | [ 48 ]        |
| 2002 | S@mba-Net           | Velha guarda | Grupo A      | [ 49 ]        |
| 2009 | Troféu Jorge Lafond | Premiação especial | Grupo RJ-4   | [ 50 ] [ 51 ] |
| 2010 | Troféu Jorge Lafond | Vice-campeã do Grupo RJ-3 | Grupo RJ-3   | [ 52 ]        |
| 2005 | Troféu Jorge Lafond | Enredo ("Em sua viagem ambiental, Villa Rica recicla o carnaval")                                                            | Grupo C      | [ 53 ]        |
| 2013 | Plumas & Paetês     | Coreógrafo (Junior Yotoy) | Série B      | [ 54 ]        |
| 2023 | S@amba-Net          | Samba-Enredo (Ouro Negro - Compositores: Dudu Cantão, Marcelo Adnet, Anderson Feife, Rico Bernardes, Edinho e Igor Kottwitz) | Série Bronze |               |
| 2023 | S@amba-Net          | Harmonia | Série Bronze |               |
| 2023 | S@amba-Net          | Melhor Interprete (Julia Castro)                                                                                             | Série Bronze |               |